# Nicolas Bouvier
Nicolas Bouvier (Lancy, 6 de março de 1929 – Genebra, 17 de fevereiro de 1998) foi um escritor, viajante, iconógrafo e fotógrafo suíço.

## Maiores Viagens

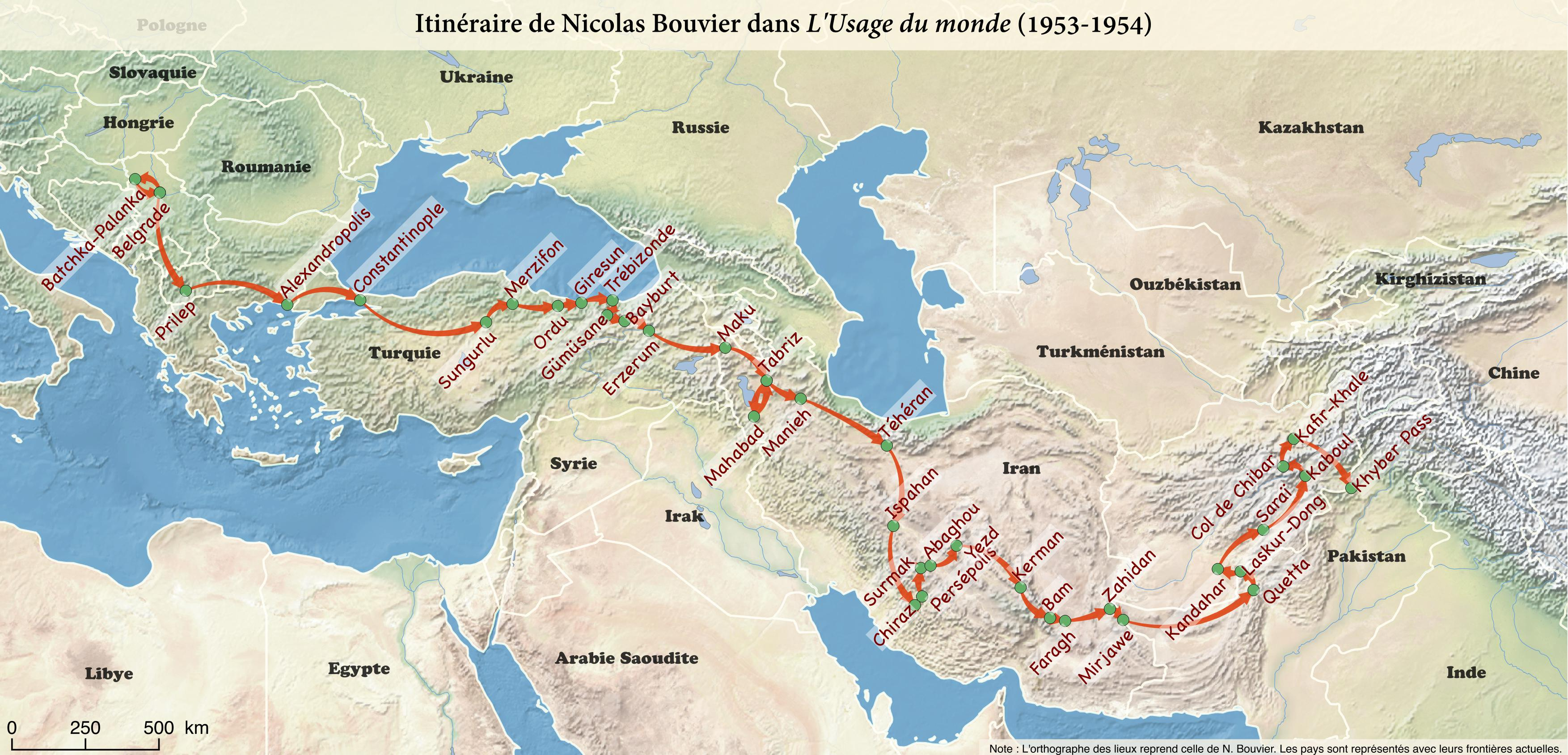
Mapa de viagem de Nicolas Bouvier, feita entre 1953 e 1954 e mencionado em sua autobiografia "L'Usage du monde. Os nomes das localidades seguem indicação do autor. Os países são apresentados com suas respectivas fronteiras atuais.

### Khyber Pass (1953 - 1954)
Mesmo sem esperar pelos resultados dos seus exames, Bouvier foi com o seu amigo Thierry Vernet em um Fiat Topolino para uma viagem. Foi em Bombaim que ele soube que estava licenciado em Letras. 
A viagem durou até dezembro de 1954 e o primeiro destino deles foi a Iugoslávia, depois foram até a Turquia, e posteriormente ao Irã e ao Paquistão. Bouvier e Thierry se separaram no Passo Khyber. Bouvier continua sozinho, mas suas palavras e seus desenhos juntam-se alguns anos mais tarde para recontar esta viagem em "L'usage du monde". O peregrino se expressa com as palavras: "Uma viagem não precisa de razões. Já há muito uma razão por si própria. Alguém pensa que vai fazer uma viagem, mas a viagem é que o faz ou refaz." O livro foi descrito como uma viagem de autoconhecimento por On the Order of Robert M. Pirsig’s Zen and the Art of Motorcycle Maintenance e, mais tarde, em The Paths of Halle-San: "Se não dermos o direito à viagem de nos destruir um pouco, podemos, por isso, ficar em casa."

### Sri Lanka (1955)
Em companhia intermitente, Bouvier atravessa o Afeganistão, o Paquistão e a Índia antes de chegar ao Ceilão. Aqui, perde o seu chão: a solidão e o calor são o seu chão. Levou 7 meses para deixar a ilha e quase trinta anos para se libertar do peso desta aventura com "Le Poisson-Scorpion", um conto mágico oscilando entre a luz e a sombra. Acaba com uma citação de Louis-Ferdinand Céline: "A maior derrota de todas é esquecer, e especialmente a coisa que te derrotou."

### Japão (1955-1956)
Depois do Ceilão, parte para o Japão e encontra um país em mudança, voltando alguns anos mais tarde. Essas experiências levaram à criação de "Japon", que se transformou em "Chroniques Japonaises" depois de uma terceira estadia em 1970. Nele, há uma mistura de suas experiências pessoais e reescreve a história do Japão de uma perspectiva ocidental. 
Bouvier produziu alguns livros para o pavilhão suíço na Expo de Osaka, mas houve uma reedição mais tarde. Na sua visão, "o Japão é uma aula de economia. Não é considerado bom ocupar muito espaço".

### Irlanda (1985)
A partir de reportagens para um jornal das ilhas Aran, Bouvier escreveu "Journal d'Aran et d'autres lieux", um conto de viagens que às vezes tende para o supernatural, onde o viajante sofre de tifóide. Como ele mesmo disse, "dilatam, tonificam, intoxicam, tornam mais leve e libertam na cabeça os espíritos animais, que se dão a jogos desconhecidos, mas divertidos. Conglomera as virtudes da champanhe, cocaína, cafeína, arrebatamento amoroso e o escritório de turismo comete um grande erro em esquecer isso nos seus prospectos."

## Obras
- L'Usage du monde, 1963, Payot poche, 1992.
- Japon, éditions Rencontre, Lausanne, 1967.
- Chronique japonaise, 1975, éditions Payot, 1989.
- Vingt cinq ans ensemble, histoire de la television Suisse Romande, éditions SSR, 1975.
- Le Poisson-scorpion, 1982, éditions Gallimard, Folio, 1996.
- Les Boissonas, une dynastie de photographes, éditions Payot, Lausanne, 1983.
- Journal d'Aran et d'autres lieux, éditions Payot, 1990.
- L'Art populaire en Suisse, 1991.
- Le Hibou et la baleine, éditions Zoé, Genève, 1993.
- Les Chemins du Halla-San, éditions Zoé, Genève, 1994.
- Comment va l'écriture ce matin?, éditions Slatkine, Genève, 1996.
- La Chambre rouge et autres textes, éditions Métropolis, 1998.
- Le Dehors et le dedans, éditions Zoe, Genève, 1998.
- Entre errance et éternité, éditions Zoé, Genève, 1998.
- Une Orchidée qu'on appela vanille, éditions Métropolis, Genève, 1998.
- La Guerre à huit ans, éditions Mini Zoé, Genève, 1999.
- L'Échappée belle, éloge de quelques pérégrins, éditions Métropolis, Genève, 2000.
- Histoires d'une image, éditions Zoé, Genève, 2001.
- L'Oeil du voyageur, éditions Hoëbeke, 2001.
- Charles-Albert Cingria en roue libre, éditions Zoé, Genève, 2005.